# ساندرو پورچیا
ساندرو پورچیا (انگلیسی: Sandro Porchia؛ زادهٔ ۱۴ ژوئن ۱۹۷۷) بازیکن فوتبال اهل آلمان است.
از باشگاه‌هایی که در آن بازی کرده‌است می‌توان به باشگاه فوتبال کروتونه و باشگاه فوتبال کوزنتسا کالچو اشاره کرد.